# Иван Николов (полковник, р. 1898)
Вижте пояснителната страница за други личности с името Иван Николов.
Иван Киров Николов е български офицер, полковник от инженерните войски, началник-щаб на 2-ра армия (1942 – 1944) и командир на 16-а пехотна дивизия (1944) през Втората световна война (1941 – 1945).

## Биография
Иван Николов е роден на 20 юли 1898 г. в Бяла, Княжество България. През 1919 година завършва Военното на Негово Величество училище в 39-и випуск и на 1 януари е произведен в чин подпоручик. Служи в 1-ва инженерна дружина. На 30 януари 1923 г. е произведен в чин поручик, през 1927 г. е назначен на служба във 2-ра колоездачна дружина. На 15 юни 1928 г. е произведен в чин капитан и същата година е назначен за командир на рота от 4-ти инженерен полк. През 1930 г. капитан Николов завършва Военната академия. През 1934 г. е назначен за командир на превозна секция в Щаба на армията, след което същата година е назначен за командир на дружина от Железопътния полк и отново същата година е приведен към Министерството на съобщенията.
В началото на 1935 година е приведен към Щаба на армията, на 6 май 1935 г. е произведен в чин майор, малко по-късно същата година е назначен за командир на специална дружина от ШЗО, след което отново същата година е назначен за командир на пионерна дружина в 3-ти инженерен полк, а към края на годината е офицер за поръчки в 3-та пехотна балканска дивизия. През 1936 г. майор Николов е назначен за началник на оперативната мобилизационна секция в 3-та пехотна балканска дивизия, след което същата година е назначен за началник на разузнавателната секция в същата дивизия, след което през 1938 г. е назначен за началник на секция в Щаба на войската, на 6 май 1939 г. е произведен в чин подполковник, а от 1940 г. е временен началник на отделение в Щаба на войската.
По време на Втората световна война (1941 – 1945) от 1942 г. е началник-щаб на 2-ра армия, като същата година е произведен в чин полковник. На 6 юли 1944 е назначен за командир на 16-а пехотна дивизия, на която длъжност е официално до 17 ноември 1944 година, като от септември временен началник на дивизията е назначен полковник Петър Хаджииванов, тъй като Николов е уволнен от служба на 13 септември 1944 година.

## Военни звания
- Подпоручик (1919)
- Поручик (30 януари 1923)
- Капитан (15 юни 1928)
- Майор (6 май 1935)
- Подполковник (6 май 1939)
- Полковник (1942)